# 1667 en arts plastiques
| Années des arts plastiques : 1664 - 1665 - 1666 - 1667 - 1668 - 1669 - 1670    |
| Décennies des arts plastiques : 1630 - 1640 - 1650 - 1660 - 1670 - 1680 - 1690 |

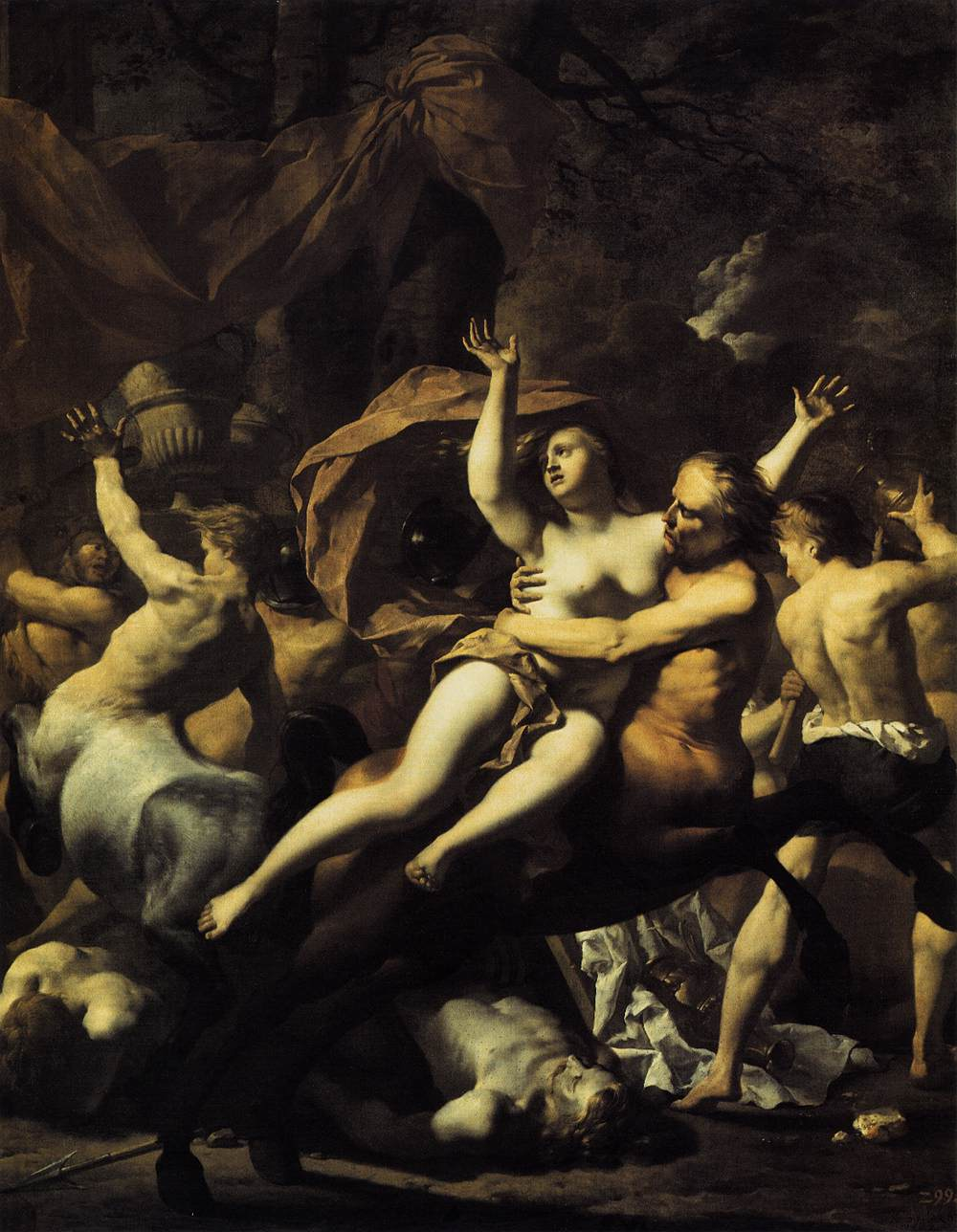
Bataille des Centaures et des Lapithes, de Karel Dujardin.

Cette page concerne l'année 1667 en arts plastiques.

## Événements
- Première exposition officielle du Salon de l'Académie royale organisée au palais Brion[1]

## Naissances
- 4 février : Alessandro Magnasco, peintre rococo italien de l'école génoise († 12 mars 1749),
- 17 juin : Robert Tournières, peintre français († 18 mai 1752),
- 9 septembre : Felice Torelli, peintre baroque italien de l'école bolonaise († 11 juin 1748),
- ? :
  - Federico Bencovich, peintre baroque italien († 8 juillet 1753),
  - Giovanni Cinqui, peintre italien († 1743),
  - Jan Kupecký, peintre hongrois († 16 juillet 1740),
  - Antoine Rivalz, peintre français († 11 décembre 1735),
  - Giovanni Tuccari, peintre italien  († 1743).

## Décès
- 10 février : Juan Bautista Martínez del Mazo, peintre baroque espagnol (° vers 1605),
- 7 juin : Thomas de Keyser, peintre et architecte néerlandais (° 1596),
- 4 juillet : Christiaen van Couwenbergh, peintre néerlandais (° 8 juillet 1604),
- ? septembre : Heinrich Jansen, peintre danois (° 14 avril 1625),
- 3 octobre : Alonso Cano, peintre, architecte et sculpteur du siècle d'or espagnol (° 19 mars 1601),
- 9 octobre :Mario Balassi, peintre baroque italien (° 1604),
- 24 octobre : Gabriel Metsu, peintre néerlandais (° janvier 1629),
- ? :
  - Jerónimo Jacinto Espinosa, peintre espagnol (° 1600),
  - Joris van Son, peintre flamand (° 1623).